# شهرستان دوباساری
شهرستان دوباساری (به لاتین: Dubăsari District) یک منطقهٔ مسکونی در مولداوی است که در ترانس‌نیستریا  واقع شده‌است. شهرستان دوباساری ۳۸۱٫۲ کیلومتر مربع مساحت و ۳۱٬۰۰۰ نفر جمعیت دارد.